# 小行星5650
小行星5650（英語：5650 Mochihito-o）是一颗围绕太阳公转的小行星。1990年12月10日，A. Natori、浦田武在清水町发现了此天体，以以仁王（Mochihito-o）命名。
这颗小行星的绝对星等为280.9572271237858等。